# Isoindoline
L'isoindoline est un composé aromatique hétérocyclique bicyclique, constitué d'un noyau de benzène fusionné avec un noyau d'azoline. Ce composé à une structure similaire à celle de l'indoline, sauf que l'atome d'azote est en position 2 (opposé au cycle de benzène) et non pas en position 1, dans le noyau d'azoline.

## Composés aromatiques proches
- Indoline
- Indole
- Isoindole
- indène
- benzofurane
- carbazole
- carboline
- Isatine